# Игуманија Минодора (Шишовић)
Минодора (световно Машинка Шишовић; Гојна Гора код Горњег Милановца, 10. септембар 1924 — Манастир Сретење, 11. јул 2005) била је православна монахиња и игуманија Манастир Сретења.

## Биографија
Игуманија Минодора (Шишовић), рођена је 10. септембра 1924. године у селу Гојна Гора код Горњег Милановца, од побожних и благочеститих родитеља. Основну школу је завршила у своме родноме месту. На крштењу је добила име Машинка.
Свој монашки пут започиње 1947. године када долази у Манастир Сретење на Овчару, као искушеница код тадашње игуманије Ане (Аџић). Монашки постриг је примила 4. јуна 1948. године у Сретењу, од епископа жичкога господина Валеријана (Стефановића), добивши монашко име Минодора.
Након одласка игуманије Јоване (Србовић), у Манастир Ваведење, 1975. године монахиња Минодора, одлуком епископа жичкога господина Василија (Костића), и сестринства постављена за игуманију Манастира Сретења. За време њене управе у манастиру подигнита су два нова конака и манастирска капела са конаком и трпезарија.
Упокојила се у Господу 11. јула 2005. године у Манастиру Сретењу. Сахрањена је у порти манастира на монашком гробљу, опело је извршио епископ жички Хризостом (Столић), уз саслужење свештеномонаха и монахиња.